# Гордіївський могильник
Гордіївський курганний могильник (Гордіївка) — курганний могильник періоду пізньої бронзи (кін. XIV — XI ст. до н. е.), що розташований за 500 м від села Гордіївки Гайсинського району Вінницької області України. Пам'ятка знаходиться на лівому березі річки Південного Бугу на підвищеній прямокутній рівнині водорозділу між його двома притоками Битюг та Тростянчик і займає повздовжну ділянку розміром 2х1.5 км з півдня на північ.
У могильнику знайшли унікальні золоті, бронзові, бурштинові прикраси, елементи кінської збруї, предмети побуту доби пізньої бронзи. Деякі з прикрас не мають аналогів ні у місцевій культурі, ні у культурі сусідніх регіонів. На цій підставі дослідники не можуть віднести могильник до жодної з відомих у Східній Європі археологічних культур, оскільки в ньому дивовижно переплелися традиції багатьох культур з дуже різним походженням.

## Історія дослідження
Відкритий у 1986, тоді ж почалося дослідження експедицією Вінницького обласного краєзнавчого музею під керівництвом зав. відділом охорони пам'яток історії та культури Бориса Лобая. У 1987—1989 роках розкопки були продовжені комплексною експедицією Інституту археології Академії наук УРСР під керівництвом д.і.н. Софії Березанської та к.і.н. В. І. Клочка.
Це були вимушені роботи, оскільки кургани заважали рухові зрошувальних установок. Всього було розкопано 45 пагорбів, ще чимало залишилося нерозкопаних, але нині їх практично не видно, оскільки вони зруйновані оранкою. Хоча офіційні розкопки не проводяться, у Гордіївський могильник навідуються т. зв. «чорні археологи» і бл. 2015 року міліцією були вилучені прикраси у двох осіб, що підозрювалися у розкраданні могильника.
Матеріали розкопок зберігаються у Обласному краєзнавчому музеї м. Вінниця, польова документація — в архіві Інституту археології НАН у м. Київ.

## Планування могильника та його датування
Всього було розкопано 40 курганів, ще 5 підвищень виявилися природніми пагорбами. Серед 40 курганів 1 відноситься до сарматського часу, 1 — до середньовіччя, ще 38 — до пізньої бронзової доби. Більша частина курганів була ледь помітною через розораність місцевості і археологи допускають, що могли пропустити якісь кургани і вони залишилися недослідженими. Окрім того, археологи дослідили частину місцевості між курганами і не виявили там ґрунтових поховань.
Дослідники не мають сумнівів, що могильник був чітко спланованим і добре бачать поділ курганів на дві групи — східну і західну. Західну групу складають більш ранні 34 кургани, які розташовані в 4 ряди і які датуються на основі радіовуглицевого аналізу XIII—XII ст. до н. е. Відстань між рядами 15-20 м, відстань між курганами в рядах — 10-15 м. Планування західної групи менш чітке. Вона датується XI ст. до н. е.

## Побудова поховальних споруд
Вчені поділили кургани за розмірами на три групи (великі, середні й малі) і спробували встановити їх первісні параметри. Найбільшими були найменш розорані кургани № 5 і № 41. Дослідники вважають, що насипи найбільших курганів колись мали овальну форму з розмірами бл. 50×55 м і висотою 5 м, розміри середніх курганів вони оцінюють в 20×25 м з висотою до 3 м, а малі — 10х15 м з висотою 2 м. Насипалися кургани зі взятого навколо чорнозему. Більшість насипів витягнуті зі сходу на захід і таку саму орієнтацію мають поховальні ями — з цього науковці зробили припущення, що цей напрямок мав велике значення для людей, що споруджували могильник.
За деяким виключенням, древні гордіївці у кожному кургані здійснювали одне поховання в центрі насипу. Перед риттям поховальної ями кільками розмічали поверхню — дослідники знайшли залишки кілків у кургані № 37. Також вони знайшли залишки інструментів для копання, які нагадують ковадла. Для небіжчиків копали ями різних форм з найпоширенішими розмірами 1,5×2.5 м і 2×3 м. Середня глибина ям становила 0,9—1,1 м, хоча деякі досягали 2—2.5 м. Менші глибину і розміри мали дитячі поховання.
Стінки і дно ям ретельно вирівнювалися, після чого стінки додатково укріплювалися дерев'яними плахами горизонтально покладеними одна на одну. Простір між дерев'яними стінками і стінками ями заповнювався утрамбованою глиною (для цього використовувалася глина, що була викопана з ями). Дно інколи теж вистилалося деревом, але в більшості випадків викладалося рослинною підстилкою. У центрі ями ставили чотири стовпи, що утримували навіс, який перекривав яму. Перекриття формувалося з товстих колод в пів дерева, що були розколоті вподовж, і клалися вони круглою половиною догори, після чого замазувалися глиною. В кількох поховальних ямах виявлені дерев'яні гробниці на зразок скрині або зрубу. Померлих клали на вовняну або рослинну підстилку, яку вкривали тканиною.

## Пограбування могильника
Всі поховання, за невеликим виключенням, були пограбовані ще в давнину, що значно ускладнило дослідження пам'ятки. Археологи в 90 % поховань простежили вириті грабіжницькі ходи, які копалися людьми, що явно знали конструкцію поховальних споруд і розташування коштовних речей в ньому. Також були виявлені деякі кістяки, що були викинуті з могил ще до того, як вони розклалися. Відтак, дослідники переконані, що грабіжники були сучасниками похованих, можливо, навіть учасниками похорон. Збереглися лише деякі кістяки, а з речей — лише те, що не цікавило грабіжників.
Непограбованими лишилися тільки два кургани: № 16 і № 32, ще в 4 похованнях кістяки лишилися відносно цілими — їх обстеження дозволили археологам дослідити поховальні обряди древніх гордіївців. Втім, науковці не можуть визначити антропологічні дані похованих через поганий стан кісток.

## Поховальний обряд
Дослідники вважають, що «стосунки» між світом мертвих і світом живих древніх гордіївців були складними і не завжди дружніми: це випливає з намагання ізолювати померлого всіма можливими способами, щоб він не зміг повернутися — від живих його мав відокремити згаданий вище дерев'яний зруб з товстими стінами, товсте дубове перекриття і насип.
Поховальний обряд був досить уніфікованим. Найчастіше покійника клали на правий бік в скорченій позі головою на захід або північний захід. Важливе місце при похованні займав культ вогню — археологи роблять такий висновок зі слідів посипання червоною вохрою дна ями і деяких ділянок навколо ям. Після того, як ями закривалися, дерев'яним дахом, на ньому запалювалося вогнище — дах зрубу був обпалений на багатьох похованнях, в деяких могилах виявлена кіптява. Услід за тим, як вогонь згасав, яму накривали насипом. Інколи люди поверталися і нарощували насип через деякий час. Інколи вогнища, які палили для обряду очищення вогнем, розпалювалися біля курганів на висоті горизонту, де виявлені фрагменти розбитих горщиків та залишки ритуальних дій.
Науковці виділили звичний набір предметів, які люди залишали у могилах для померлих: це прикраси, типові інструменти (шила, голки, ножі), кілька глиняних горщиків з двома видами орнаменту — «ялинки» з горизонтальними штрихованими прокресленнями і «висячі» або «стоячі» штриховано-прокреслені трикутники. Набір і розміщення інвентаря у менш пограбованих похованнях повторюються. Жіночі поховання мають велику кількість прикрас. Археологи також відмічають повну відсутність зброї у ранніх похованнях.

## Реконструкція жіночого одягу
Серед поховань переважаюча більшість є жіночими — це дозволило їх краще дослідити і навіть відтворити жіночий одяг.
Головний убір складався зі стрічки, що якої кріпилися підвіски спіральної форми. Типовим одягом була довга сорочка та накидка, а ще спідниця з двох полотнищ, підперезана шнурком.
Волосся прикрашалося великою кількістю ниточок та пронизок. Шия і груди вбиралися в кілька низок намиста. На руках, передпліччям та гомілках вдягалися браслети, на пальці — персні. Весь одяг на грудях і талії був скріплений і оздоблений різноманітними шпильками. Особливий інтерес археологів викликала пара порожньотілих браслетів з нанизаними на них сімома кільцями, які, можливо, виконували функцію
«музичного» пристрою схожого на кастаньєти і при легкому русі мелодійно звучали. Особливістю знайдених прикрас була їх парність: померла мала два однакових браслети або дві однакові шпильки, тощо.

## Гордіївський скарб
Знайдені у могильнику предмети можна поділити на групи: знаряддя праці, зброя, кінське спорядження, прикраси, кераміку, інші вироби.

### Знаряддя праці
- 14 ножів, з них 10 бронзових, 2 біметалевих і 2 залізних. Біметалеві мають залізне лезо і бронзові ручки, один біметалевий ніж був загорнутий у золоту пластину. Ножі, що зроблені із заліза, є одними з найстарших знайдених у Східній Європі. Географія походження ножів дуже широка: більшість з них прийшли з узбережжя Малої Азії (Троя IV) або стародавніх Мікен, два з них походять від культури Кослоджень або Монтеору (нинішня Румунія), ще два — «хетського типу» (Мала Азія), один, можливо, належить культурі полів поховальних урн (Моравія), один належить культурі Ґава (Угорщина), один з білозерської культури (Причорноморський український степ), також є кілька ножів, аналоги яких невідомі.[23]
- Різноманітні шила довжиною 8-12 см зі слідами дерев'яних або кістяних ручок. Більшість з них бронзові, деякі залізні, але по формі і розмірам аналогічні. Розташування деяких шил біля кераміки наводить дослідників на думку, що деякі шила могли бути однозубими виделками.[24]
- Бронзові голки довжиною 7-8 см з вушком є схожими на голки з культура полів поховальних урн.[24]
- Коповушки зі слонового бивня довжиною 8 см. Один край загострений, а інший сплощений. Походять зі Східного Середземномор'я.[25]

### Зброя
Була виявлена лише в трьох курганах (№ 32, 34 і 35):
- 2 бронзових наконечника стріл, дволопатеві з трикутною голівкою, схожі на стріли культури полів поховальних урн.
- Залізний меч, який є одним з найстаріших залізних мечей у Східній Європі.

### Кінська збруя
- Кістяні псалії. Деякі з них виготовлені з іклів кабана і раніше такі псалії вважалися ранньоскіфськими, але тепер зрозуміло, що вони є більш древніми і датуються XI ст. до н. е. Питання їхнього походження залишається відкритим.[26]
- Бронзові вудила: чорногорівські двучасті і у вигляді трьох з'єднаних кілець, що належать культурі полів поховальних урн.[27]
- Орнаментовані застібки, що нагадують чорногорівські і білогрудівські.[27]
- Прикраси і кріплення кінської вузди, які являють собою бронзові кільця діаметром бл. 3 см і дискові бляхи з петлями. Деякі з них схожі на аналогічні з курганів чорноліської культури.[28]

### Прикраси
- Бронзові шпильки кількох типів, зокрема, є схожі на аналогічні з культури Ноа, лужицької культури та культури полів поховальних урн.[29]
- Бронзові та золоті браслети різних видів. Найчастіше браслет виготовлявся з бронзового прута, скрученого в 6—7 обертів — такі браслети були широко розповсюдженими серед пам'яток пізньої бронзи у Центральній Європі. Інший вид золотих і бронзових браслетів нагадує аналогічні вироби унетицької культури.[30]
- Скроневі підвіски у вигляді спіралі із срібла і золота. Схожі підвіски були знайдені у пам'ятках тшинецької і білогрудівської культури.[31]
- Підвіски для одягу у вигляді золотих кілець з гравірованими косими насічками — аналогів у інших культурах не знайдено.[32]
- Ґудзики із золота, що походять із Середземномор'я, ґудзики і зубів корови та коня з V-подібним отвором, що є точною копією ґудзиків rультури лійчастого посуду (Північна Європа).[32]
- Золоті кільця, скрущені із золотого прута у 3-5 обертів і орнаментовані гравірованими насічками. В Центральній Європі бронзової доби були поширені аналогічні кільця, але бронзові.[32]
- Золоті персні зі спіральними щитками і перстень із золотої стрічки, скрученої у 7 обертів.[33]
- 5 золотих медальйонів, чотири з них листоподібні з петельками і гравірованим орнаментом — аналогії невідомі, п'ятий медальйон у вигляді золотого диску з пуансонним орнаментом явно походить з Близького Сходу.[33]
- Бронзові спіралі з круглого або квадратного у перетині прута — типові для Центральної Європи бронзової доби.[33]
- Золота спіраль з вузької золотої пластини — ймовірно, що вона обгортала якийсь виріб з органіки.[33]
- Золоті намиста: трилопатеві, 2 біконічні намистини з косими гравірованими насічками і 4 маленькі кулясті — всі вони середземноморського походження.[33]
- Скляні намиста, що пофарбовані у синій колір оксидом бронзи — вони не мають аналогів і вважається, що вони місцевого  білозерського («кімерійського») виробництва. Ще були знайдені маленькі намиста чорного і білого кольорів.[34]
- Різнокольорові бурштинові намиста, знайдені у більшості курганів. Серед них: білі, світло-жовті, прозорі темно жовто-червоні і одна чорна намистина. Лабораторний аналіз показав, що це балтійський бурштин, але є підстави вважати, бурштин є місцевим. Темно-червоний матовий бурштин не був досліджений, оскільки він швидко кришиться і розпадається. Знайдені бурштинові намиста дуже відрізняються за технікою обробки.[35]
- Бронзові дзвоноподібні підвіски білозерського типу. Інший вид підвісок відрізняється пропорціями, має трикутні отвори і його аналоги не знайдено.[36]
- Бронзові амулети у вигляді моделей коліс, прикрашені солярними знаками.[36]

#### Галерея
Прикраси з фондів Вінницького краєзнавчого музею

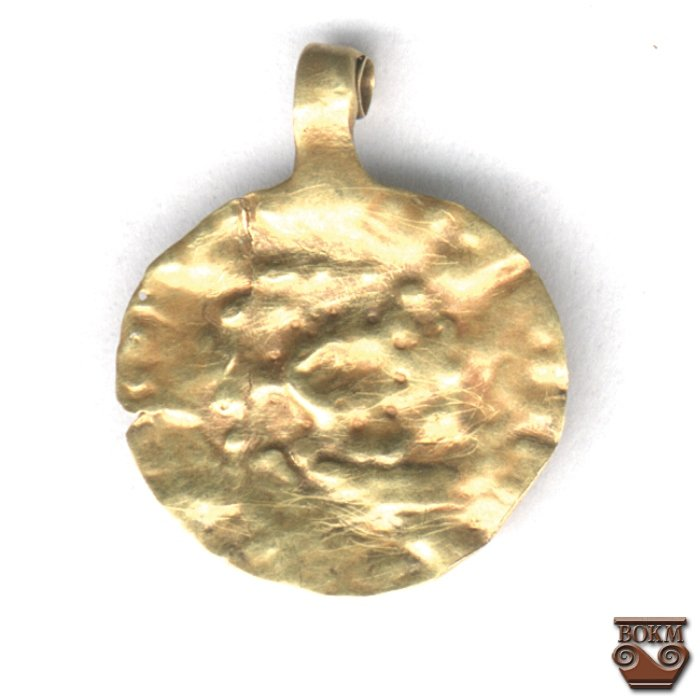
медальйон
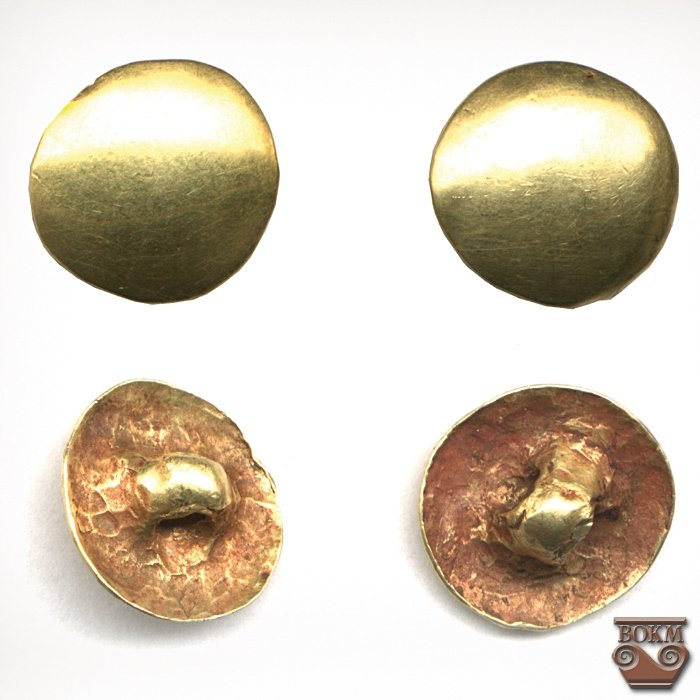
гудзики
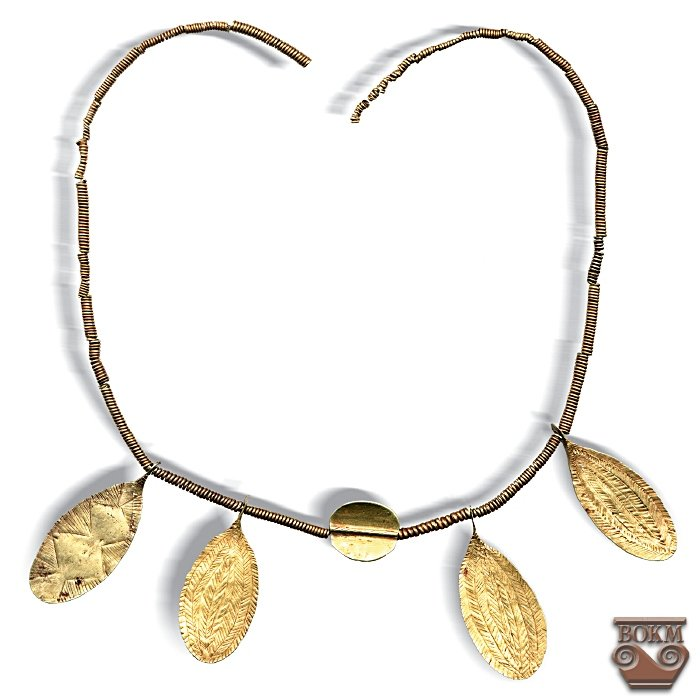
намисто
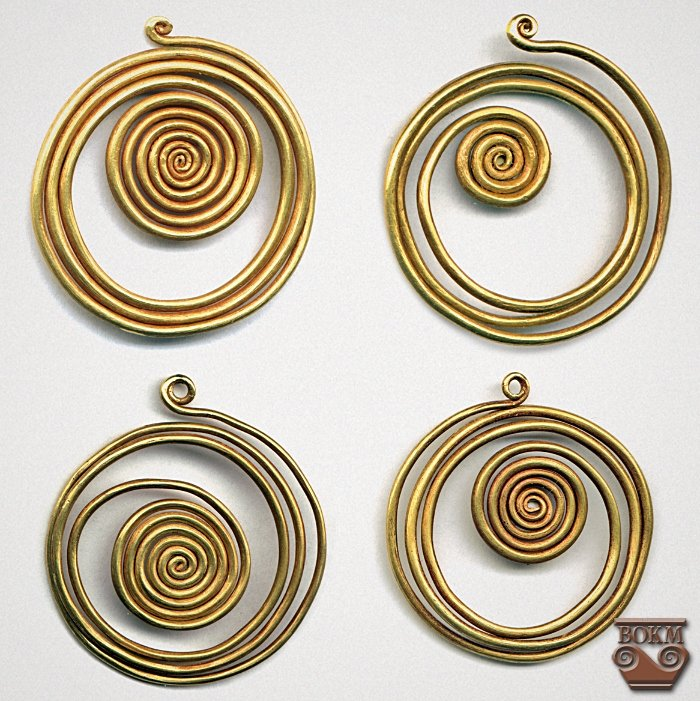
кільця-підвіски

## Посуд та інші знахідки
У Гордіївському могильнику виділяють 6 форм керамічного посуду:
- Горщики знайдені у 19 похованнях, при чому більшість з них виявилася цілою, їх клали перед обличчям небіжчика.
  - Банкоподібні горщики з товстими виглаженими стінками світло-бурого або світло-сірого кольору, виготовлені з глини з домішками грубого піску.
  - Тюльпаноподібні горщики з жовтуватою поверхнею, що прикрашена трикутним валиком під вінцями, виділяються великими розмірами, знайдені лише в пізніх похованнях. Ці горщики схожі на кухонний посуд Білогрудівської та Чорноліської культур.
- 4 реконструйовані вази, ще 2 представлені уламками. Останні являють собою низькі горщики з тонкими стінками і випуклим орнаментованим тулубом темно-рудого кольору. Одна з реконструйованих ваз вирізняється чорно-лощеною поверхнею і орнаментом під шийкою. Ще одна найбільша реконструйована ваза теж має чорно-лощену, графітовану поверхню з металевим відблиском і чотирма соскоподібними наліпками — вона походить з поселення білозерської культури Мирне II Північно-західного Причорномор'я.
- Кубки — найбільш розповсюджений посуд у Гордіївському могильнику. Найчастіше представляють собою маленькі горщики чорного, темно-сірого або бурого кольору двох типів: біконічні кубки з шістька або чотирма соскоподібними наліпками і кубки з широким закругленим дном з вертикальними канелюами на тулубі. Аналогії до цих кубків можна побачити в утинецькій культурі, похованнях курганних культур та культурі поховальних урн Центральної Європи. Інший різновид — кубки на піддонах, подібні до яких зустрічалися серед артефактів білозерської культури.
- Черпаки чорно-лощені з бурими плямами і з високими петлоподібними ручками, знайдені лише у пізніх похованнях. Аналогічні були знайдені у непоротовській групі на Дністрі.
- Миски з чорно-лощеною поверхнею, знайдені у двох найбільш пізніх похованнях і подібні до посуду білогрудівської та чорноліської культур.

Інші знахідки представлені:
- Бронзовими бляшками від дерев'яних посудин, які були вінцями і накладками на дерев'яний посуд. Схожим чином прикрашали свій посуд представники бережнівсько-маївської культури (Лобойківський скарб)
- Золоті пластини, що теж були накладками у дерев'яному посуді.
- Шматками ароматичної смоли світло-бурого кольору, що горіла синюватим полум'ям і приємно пахнула, нагадуючи ладан.

## Питання культурної приналежності
Могильник не відноситьчя ні до жодної з археологічних культур, виявлених на території сучасної України, хоча окремі предмети та риси поховального обряду трапляються у комарівській, східнотшинецькій, білогрудівській і білозерській культурах. Найближчими йому є пам'ятки центральноєвропейської курганної культури. Ймовірно з просуненням на схід певної групи їх носіїв і слід пов'язувати Гордіївський могильник.
Колекція знахідок з могильника знаходиться у фондах Вінницького краєзнавчого музею. Побачити її можна в рамках платної екскурсії на замовлення.

### Статті
- Березанська С. С., Шумова В. О. Гордіївський могильник: комплекс обрядово-поховального бурштину // Наукові записки НаУКМА. — 2002. — Т. 20, Частина 1.. — С. 151—154.
- Березанська С. С., Лобай Б І. Курганний могильник бронзової доби поблизу с.Гордіївка на. Південному Бузі // Археологія. — 1994. — Т. 4. — С. 148—153.
- Гошко Т. Ю. Воскова модель у ливарництві доби пізньої бронзи // Археологія. — 2009. — Т. 1. — С. 101-107.

### Книги
- Березанська С., Гошко Т., Клочко В., Клочко Л., Литвинова Л., Потупчик М., Слюсарська К., Шумова В. Гордіївський могильник / Клочко В. — Вінниця, 2011. — 206 с.
- Гошко Т.Ю. Металообробка у населення Правобережної Лісостепової України за доби пізньої бронзи (Дисертація). — Київ, 2007. — 301 с.